# 老观里站
老观里站位于中华人民共和国北京市大兴区青云店镇，是北京地铁亦庄有轨电车T1线的车站，开通计划已搁置。
车站附近是建设中的亦庄T1线老观里车场。

## 未来发展
老观里站是亦庄T1线一期的南端终点，未来T1线规划向南延伸约3公里至青云店镇。